# 威德 (新墨西哥州)
威德（英語：Weed）是位於美國新墨西哥州奧特羅縣的普查規定居民點。

## 人口
根據2020年美國人口普查的數據，威德的面積為23.25平方千米，當中陸地面積為23.24平方千米，而水域面積為0.01平方千米。當地共有人口67人，而人口密度為每平方千米2.88人。